# 琥珀酸单胞菌属
琥珀酸单胞菌属為气单胞菌目琥珀酸弧菌科的一属革兰氏阴性的短杆菌。发现于以谷物干草为食的牛的瘤胃中。此属的模式种也是唯一种为溶淀粉琥珀酸单胞菌(Succinimonas amylolytica)。

## 下属物种
- 溶淀粉琥珀酸单胞菌 Succinimonas amylolytica Bryant et al. 1958